# Serginho Groisman
Sérgio "Serginho" Groisman (São Paulo, 29 de junho de 1950) é um jornalista e apresentador de televisão brasileiro, conhecido por seu trabalho como apresentador do talk show Altas Horas, exibido pela TV Globo desde 2000. Com uma carreira que abrange mais de quatro décadas na televisão, Serginho se destacou por sua habilidade em conduzir entrevistas e por seu estilo descontraído, o que o tornou uma figura conhecida no cenário televisivo brasileiro. Ao longo de sua trajetória, também participou de outros programas e se consolidou como um dos apresentadores de maior tempo de serviço na emissora.

## Biografia
Serginho Groisman é judeu e seus pais refugiaram-se no Brasil por conta das perseguições nazistas. A mãe, Ana (Chana) Groisman, era natural de Varsóvia, na Polônia e fugiu do país num navio; o mesmo não aconteceu com suas irmãs (tias do apresentador), que não conseguiram embarcar e foram mortas no campo de extermínio. O pai, Luiz (Leizer) Groisman, era oriundo da Romênia. Os dois se conheceram em um baile, já no Brasil.
Estudou direito na Pontifícia Universidade Católica de São Paulo (PUC-SP) e largou depois de um ano, seguido por um ano e meio de História na USP. Chegou a cogitar cinema antes de se mudar para o jornalismo, se graduando em 1977 na Fundação Armando Alvares Penteado (FAAP). Demorou seis anos para se graduar por considerar o ensino deficiente, o que o levou a anos mais tarde voltar à FAAP como professor.

## Carreira
Nos anos 1970, Serginho ficou durante 10 anos coordenando o Centro Cultural Equipe. Durante esse período, fez a produção de shows com grandes nomes da MPB como Cartola, Clementina de Jesus, Raul Seixas, Gilberto Gil, Caetano Veloso, Novos Baianos, João Bosco, Hermeto Pascoal, Fagner, Luiz Gonzaga, Gonzaguinha, Belchior, A Cor do Som, Adoniran Barbosa, Walter Franco, Jards Macalé, Egberto Gismonti, Elba Ramalho, Elton Medeiros, Luis Melodia, Zé Keti, Jorge Mautner e muitos outros.

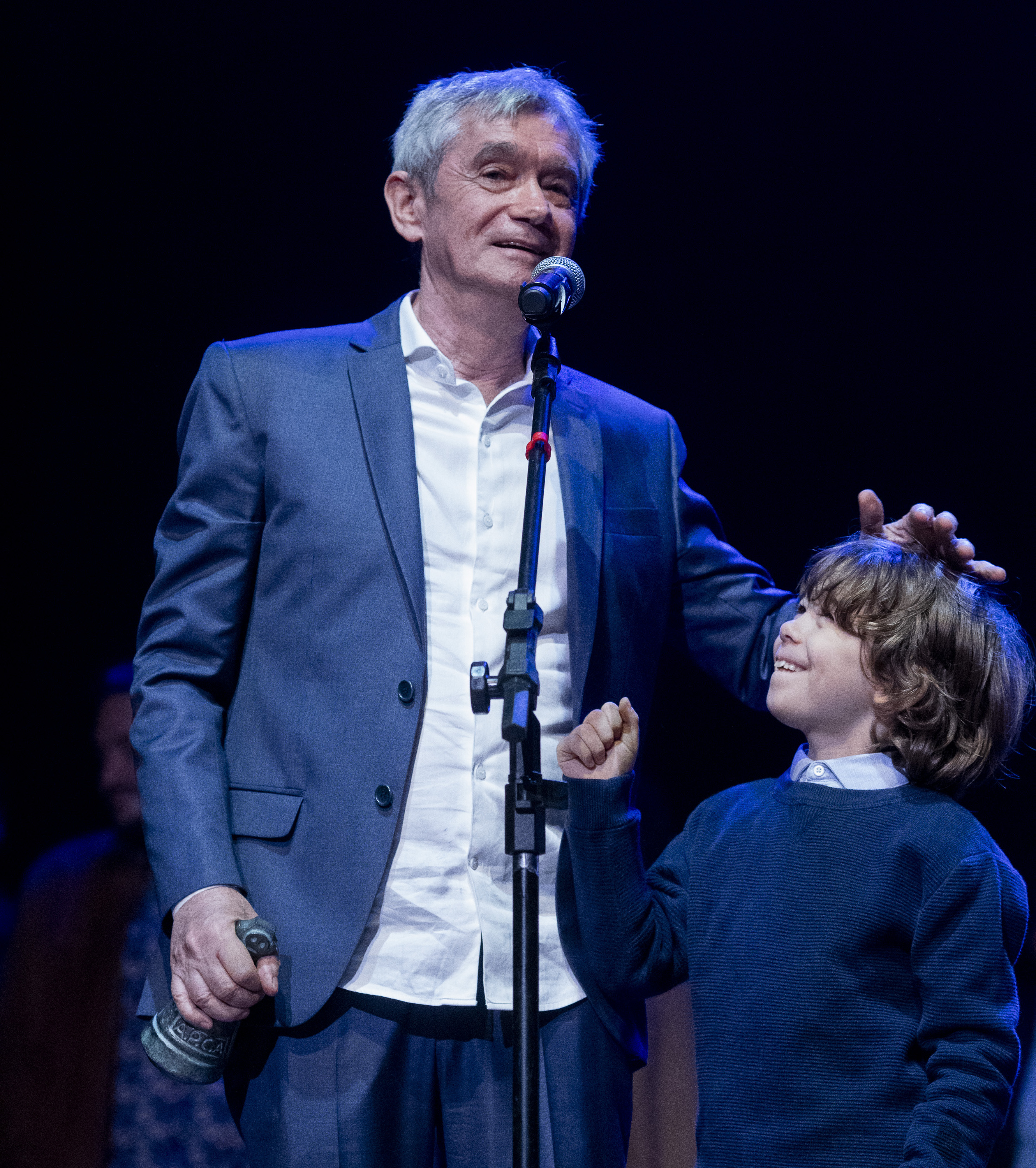
Groisman recebendo o Prêmio APCA de Televisão pelo programa Altas Horas (2023)

Serginho trabalhou na Band FM durante oito anos como redator e repórter (1980–1988). Como repórter, cobriu as Diretas Já, finais de campeonatos de futebol, e também escrevia textos jornalísticos.
O Primeiro programa que Serginho Groisman apresentou e dirigiu na televisão foi o TV Mix, na TV Gazeta, no fim da década de 1980. Contudo, o início do sucesso na televisão foi o Matéria Prima, programa de entrevistas na TV Cultura em que as perguntas eram feitas pela plateia, constituída de jovens. O apresentador manteve este formato em 1991, quando foi para o SBT apresentar o Programa Livre, e em 2000, no atual Altas Horas da TV Globo.
Transferiu-se para a Globo em 1999, onde estreou apresentando o Festival da Música Popular Brasileira, uma tentativa de reviver os festivais, que teve apenas uma edição.
A partir de 14 de outubro de 2000, começou a apresentar o programa Altas Horas, que se iniciou nas madrugadas de sábado para domingo. O programa era exibido após o Super Cine, mas a partir de 2013 passou a ser exibido às 11 da noite do sábado. Apresentou, durante 11 anos, o programa Ação, nas manhãs de sábado na TV Globo. Também entrevista personalidades no programa "Tempos de Escola!", no Canal Futura, onde pessoas famosas voltam no tempo e lembram de sua época escolar. Também apresenta o boletim Alô Brasil, exibido via antena parabólica.
Em maio de 2006, fez sua estreia no teatro, sob a direção de Gerald Thomas Sievers, no espetáculo Brasas no Congelador, com Anna Américo, Edson Montenegro, Fábio Pinheiro, Gerson Steves, Juliano Antunes, Luciana Ramanzini, Pancho Cappeletti e demais atores da Cia. Ópera Seca.
Serginho Groisman é autor do livro Meu Pequeno Corintiano, além de também já ter trabalhado como roteirista, juntamente com Marcelo Rubens Paiva, no filme Fiel.

## Vida pessoal
É casado com a dentista Fernanda Molina Groisman, com quem teve em 2015 o filho Thomas.

## Filmografia

### Televisão
| Anos          | Programas                     | Cargos       | Emissoras             | Notas                                                                |
| ------------- | ----------------------------- | ------------ | --------------------- | -------------------------------------------------------------------- |
| 1987–1989     | TV Mix                        | Apresentador | TV Gazeta             | Primeiro programa de auditório da TV Gazeta                          |
| 1990–1991     | Matéria Prima                 | Apresentador | TV Cultura            | Segundo programa da TV Cultura                                       |
| 1991–1999     | Programa Livre                | Apresentador | SBT                   | Durante as tardes de segunda à sexta no SBT com comerciais           |
| 1999          | Festival da Música Brasileira | Apresentador | TV Globo              | Primeiro evento musical especial da televisão brasileira na TV Globo |
| 1999–2011     | Ação                          | Apresentador | TV Globo              | Extinto programa educativo da TV Globo nas manhãs de sábado          |
| 2000–presente | Altas Horas                   | Apresentador | TV Globo              | Programa de auditório na TV Globo e do Multishow                     |
| 2000–2017     | Alô Brasil, Aqui Tem Educação | Apresentador | TV Globo/Canal Futura | Programa educativo exibido nos intervalos comerciais                 |
| 2011–2012     | Globo Cidadania               | Apresentador | TV Globo              | Programa educativo exibido nas manhãs de sábado                      |
| 2020          | Criança Esperança             | Apresentador | TV Globo              | Programa especial (celebração de 35 anos)                            |